# 1928年體育
请参看：
- 1928年
- 1928年电影
- 1928年文学
- 1928年音乐
- 1928年台灣

1928年重要國際體育賽事包括：
- 第九屆夏季奧林匹克運動會；5月17日至8月12日於荷蘭阿姆斯特丹舉行

## 大事記

### 4月至6月
- 5月17日－第九屆夏季奧林匹克運動會於荷蘭阿姆斯特丹揭幕。
- 5月19日－Reigh Count 贏得肯塔基打比冠軍。

## 綜合運動會
- 5月17日至8月12日：夏季奧林匹克運動會

獎牌榜（只列出頭5名最佳成績隊伍）
| 名次 | 國家   | 金牌： | 银牌： | 铜牌： | 總數 |
| 1    | 美國   | 22     | 18     | 16     | 56   |
| 2    | 德國   | 10     | 7      | 14     | 31   |
| 3    | 芬蘭   | 8      | 8      | 9      | 25   |
| 4    | 瑞典   | 7      | 6      | 12     | 25   |
| 5    | 意大利 | 7      | 5      | 7      | 19   |

## 棒球
- 美國職棒大聯盟世界大賽：。

## 足球
主條目：1928年足球

## 賽馬
- 第53屆肯塔基打比 
  - 冠軍：Reigh Count 。